# Кудурлу (Агдамский район)
Кудурлу́ (азерб. Küdürlü) — село в Агдамском районе Азербайджана.

## Этимология
Название происходит от устаревшего слова «кудур» (сухое место, в которое не поступает вода). В переводе на русский — Сухое.

## История
Первые упоминания села датированы началом XX века.
В 1926 году согласно административно-территориальному делению Азербайджанской ССР село относилось к дайре Каркар Агдамского уезда.
После реформы административного деления и упразднения уездов в 1929 году был образован Афатлинский сельсовет в Агдамском районе Азербайджанской ССР.
Согласно административному делению 1961 и 1977 года село Кудурлу входило в Афатлинский сельсовет Агдамского района Азербайджанской ССР.
В 1999 году в Азербайджане была проведена административная реформа и был учрежден Афатлинский муниципалитет Агдашского района, куда и вошло село.

## География
Неподалёку от села протекает река Каркарчай.
Село находится в 19 км от райцентра Агдам, в 25 км от временного райцентра Кузанлы и в 350 км от Баку.
Высота села над уровнем моря — 252 м.

## Население
| Численность населения |
| 1979                  |
| --------------------- |
| 160                   |

## Климат
В селе холодный семиаридный климат.

## Инфраструктура
С 1 октября 2011 года в село была налажена поставка природного газа.